# Phlegmariurus sooianus
Phlegmariurus sooianus är en lummerväxtart som beskrevs av Lawairée. Phlegmariurus sooianus ingår i släktet Phlegmariurus och familjen lummerväxter. Inga underarter finns listade i Catalogue of Life.